# Trente et Quarante
Trente et Quarante is een kansspel met speelkaarten, dat men vaak in Franse casino's aantreft. Het spel wordt gespeeld met ten minste twee stokken speelkaarten (2 x 52 = 104) en een inzettableau met vier vakken. Er kan ook met meer dan twee stokken gespeeld worden, meestal 4 of 6 stokken, zoals bij Blackjack of Baccarat

## Het spel
De croupier wast de kaarten en stopt ze in een sabot of shoe, waaruit de kaarten worden getrokken. De croupier steekt een plastic merkkaart aan het einde van de stok. Als deze wordt bereikt, wordt opnieuw geschud en tot dan toe worden er voor iedere coup kaarten uit hetzelfde sabot getrokken. De spelers zetten voorafgaand aan het spel in op het tableau. Er zijn vier inzetmogelijkheden:
- Noir: De eerste rij, met de naam Noir wint.
- Rouge: De tweede rij, met de naam Rouge wint.
- Couleur: De eerste kaart van de winnende rij is van dezelfde kleur.
- Inverse: De eerste kaart van de winnende rij is van de tegenovergestelde kleur.

Nadat de inzetten zijn geplaatst, trekt de croupier de kaarten. Iedere kaart heeft de waarde van zijn aantal ogen; de aas is één punt, de twee twee, enz. Boer, Vrouw en Heer zijn 10 punten. Nu trekt de croupier de kaarten voor de eerste rij, de Noir rij en hij trekt net zoveel kaarten, totdat hij de 30 overschrijdt. Dan annonceert hij in het Frans het aantal, dat die rij boven de dertig is uitgekomen. Dus bij 38 wordt huit geannonceerd. Het maximum is 40 (dix), het minimum 31 (premier). Nu doet de croupier hetzelfde voor de tweede rij, de Rouge rij. Daarna volgt de afrekening. Het laagste aantal wint. Als de eerste rij lager is geëindigd, wint Noir en de inzetten op Noir worden 1 tegen 1 uitbetaald, de inzetten op Rouge verliezen. Als de tweede rij lager is geëindigd, wint Rouge en de inzetten op Rouge worden 1 tegen 1 uitbetaald, de inzetten op Noir verliezen. Als de eerste kaart van de winnende rij dezelfde kleur heeft als de naam van de rij (de Noir rij wint en de eerste kaart van die rij is inderdaad zwart), wint Couleur en de inzetten op Couleur worden 1 tegen 1 uitbetaald en de inzetten op Inverse verliezen. Is de eerste kaart van de winnende rij van de tegenovergestelde kleur, dan wint Inverse en de inzetten op Inverse worden 1 tegen 1 uitbetaald, de inzetten op Couleur verliezen. Eindigen beide rijen gelijk, dan wordt er niets uitbetaald en staat het de spelers vrij hun inzetten weg te halen, te laten staan, te verhogen of te verplaatsen (Ook Couleur en Inverse blijven staan). Dit gebeurt echter niet als beide rijen op 31 eindigen, dan verdwijnen alle inzetten en prison, wat betekent, dat, net zoals bij Franse roulette de volgende coup beslist of de spelers hun inzet kwijt zijn, of zonder winst terugkrijgen. In deze laatste regel, égalité de trente-et-un ligt het voordeel van de bank.

## Annonceren door de croupier
De croupier annonceert na afloop luid in het Frans de uitkomst, hierbij mag hij echter de woorden Noir en Inverse niet in de mond nemen dus zijn er 6 mogelijkheden:
- "Rouge gagne et la couleur" - Rouge wint en de eerste kaart van Rouge is rood.
- "Rouge gagne et la couleur perd" - Rouge wint en de eerste kaart van Rouge is zwart.
- "Rouge perd et la couleur gagne" - Noir wint en de eerste kaart van Noir is zwart.
- "Rouge perd et la couleur" - Noir wint en de eerste kaart van Noir is rood.
- "Égalité" - Beide rijen eindigen gelijk (32 tot en met 40)
- "Égalité de trente-et-un" - Beide rijen eindigen op 31 en alle inzetten verdwijnen "en prison".

## Voorbeeld
| Rangée des noirs (Rij Noir)   |  |  |  |  |  |  | 33 punten, trois |
| Rangée des rouges (Rij Rouge) |  |  |  |  |  |  | 37 punten, sept  |

De croupier annonceert: "Rouge et la couleur perd." De zwarte rij heeft de minste punten en wint, maar de eerste kaart van die rij is rood (ruiten 8).

## Verzekeren tegen een Égalité de trente-et-un
Men kan zich tegen een en prison verzekeren door een premie van 1% van de inzet te betalen. Men verliest dan niet de helft van zijn inzet, noch wordt men verplicht de volgende coup te spelen om zijn inzet terug te krijgen. Het is gunstig voor de speler om de verzekering te nemen (anders dan bij Blackjack).

## Analyse en strategie
De kansen op de verschillende uitkomsten van de rijen zijn niet gelijk. Om op 40 terecht te komen, moet een rij op 30 hebben gestaan, om daarna een Heer, Vrouw, Boer of 10 te hebben getrokken. De mogelijkheden voor 39 zijn al iets ruimer; 29 + Heer, Vrouw, Boer of 10 én 30 + een 9. De kans dat een rij op 39 eindigt is dus groter dan de kans om op 40 te eindigen. De kans om op 38 te eindigen is weer groter dan die om op 39 te eindigen. De kans om op 31 te eindigen is het grootst; daar kan je op terechtkomen na iedere tussenstand van 21 tot en met 30. Het betekent ook dat de laatste kaart van een rij op 31 iedere mogelijke kaart kan zijn van Aas (1 punt, laag) tot Heer (10 punten, hoog), terwijl een eindstand van 40 per definitie inhoudt, dat de laatste kaart van die rij een 10, Boer, Vrouw of Heer moet zijn. Dit heeft tot gevolg dat de verhoudingen tussen de uitkomsten als volgt is:
31 staat tot 32 staat tot 33 staat tot 34 staat tot 35 staat tot 36 staat tot 37 staat tot 38 staat tot 39 staat tot 40 is als 13 staat tot 12 staat tot 11 staat tot 10 staat tot 9 staat tot 8 staat tot 7 staat 6 staat tot 5 staat tot 4.
Dat betekent dat van de 85 keer de rij gemiddeld viermaal op 40 eindigt, vijfmaal op 39, zesmaal op 38, zevenmaal op 37, achtmaal op 36, negenmaal op 35, tienmaal 34, elfmaal 33, twaalfmaal op 32 en dertienmaal op 31. De kans op 31 is dus 13/85. De kans dat beide rijen op 31 eindigen is dus (13/85)² = (169/7225) = 0,02339. Omdat men slechts in dat geval de helft verliest, moet men deze uitkomst door 2 delen, om het nadeel van de speler te berekenen; dat is dan 1,16955%. Dit percentage ligt hoger, dan de verzekeringspremie van 1%, dat wil zeggen dat de kans dat Égalité de trente-et-un valt groter is, dan op grond van de verzekering verwacht mag worden! De speler doet er dus goed aan telkens een verzekering te nemen. Dit is anders dan bij Blackjack, waarbij men de helft als verzekeringspremie betaalt, terwijl de verzekering 3 tegen 2 wint, als de bank Blackjack trekt. Hier ligt de kans lager dan op grond van de premie mag worden verwacht.

### Kaarten tellen
Een andere parallel met Blackjack is, dat de kansen van de speler beter worden indien er minder kleintjes en meer plaatjes in de nog te spelen kaarten overblijven. Bij Blackjack is dat gunstig omdat met relatief veel plaatjes voorhanden de bank zich vaker dood koopt, spelers vaker en hoge kaart op hun dubbel krijgen en omdat de kans op Blackjack toeneemt. Bij Trente-et-Quarante is het gunstig voor de spelers omdat de kans op 31 afneemt en de kans op hogere totalen toeneemt. Het risico op égalité de trente-et-un wordt kleiner, zodat het op een gegeven moment niet meer gunstig is, te verzekeren (bij Blackjack is dit precies andersom!). Omdat het verder niets afdoet aan de kansen van de rijen of Couleur of Inverse om te winnen, kan men het nadeel nooit ombuigen in een voordeel, hetgeen bij Blackjack wel mogelijk is.
Amerikaanse roulette · Franse roulette · Black Jack · Poker · Caribbean Stud Poker · Pai Gow Poker · Sic Bo · Punto Banco / Baccarat · 
Craps · Money Wheel · Trente et Quarante